# Belloliva
Belloliva là một chi ốc biển, là động vật thân mềm chân bụng sống ở biển trong họ Olividae.

## Các loài
Các loài thuộc chi Belloliva bao gồm:
- Belloliva alaos Kantor & Bouchet, 2007[2]
- Belloliva apoma Kantor & Bouchet, 2007[3]
- Belloliva brazieri (Angas, 1877)[4]
- Belloliva dorcas Kantor & Bouchet, 2007[5]
- Belloliva ellenae Kantor & Bouchet, 2007[6]
- Belloliva exquisita (Angas, 1871)[7]
- Belloliva iota Kantor & Bouchet, 2007[8]
- Belloliva leucozona (A. Adams & Angas, 1864)[9]
- Belloliva obeon Kantor & Bouchet, 2007[10]
- Belloliva triticea (Duclos, 1835)[11]
- Belloliva tubulata (Dall, 1889)[12]